# Занкт-Мартін (Німеччина)
Занкт-Мартін (нім. Sankt Martin) — громада в Німеччині, розташована в землі Рейнланд-Пфальц. Входить до складу району Південний Вайнштрассе. Складова частина об'єднання громад Майкаммер.
Площа — 11,20 км2. Населення становить 1670 ос. (станом на 31 грудня 2020).

## Галерея

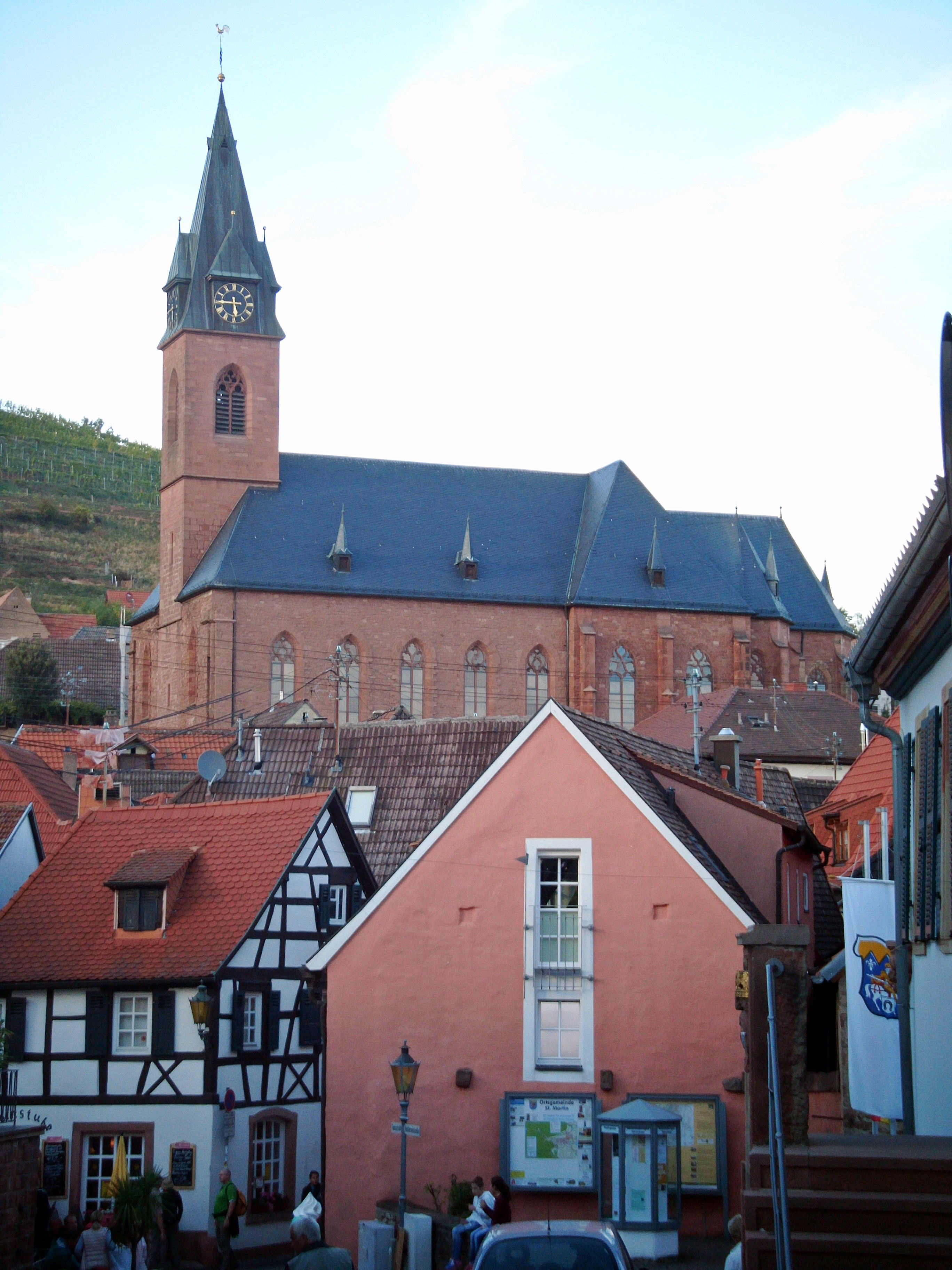
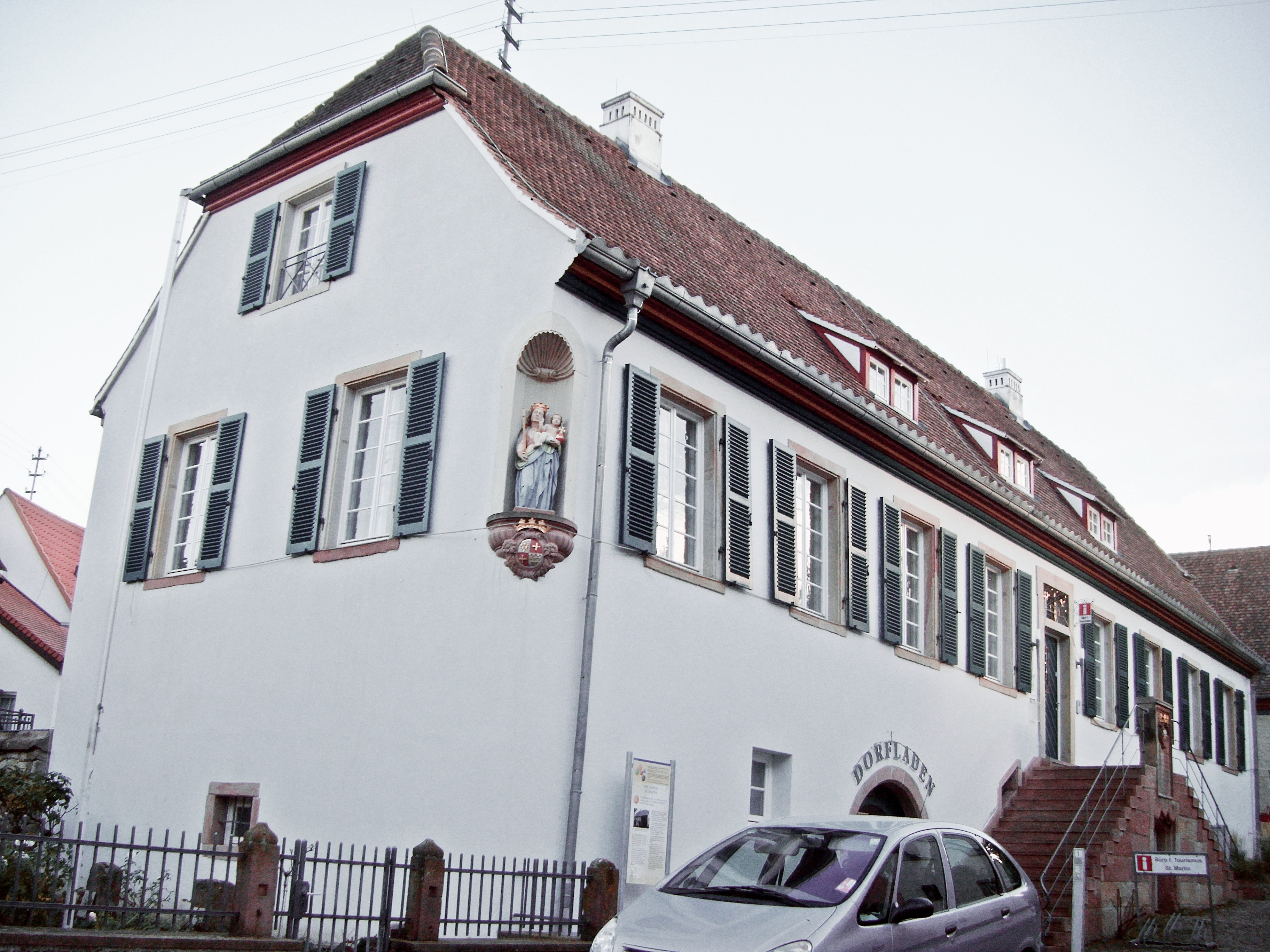
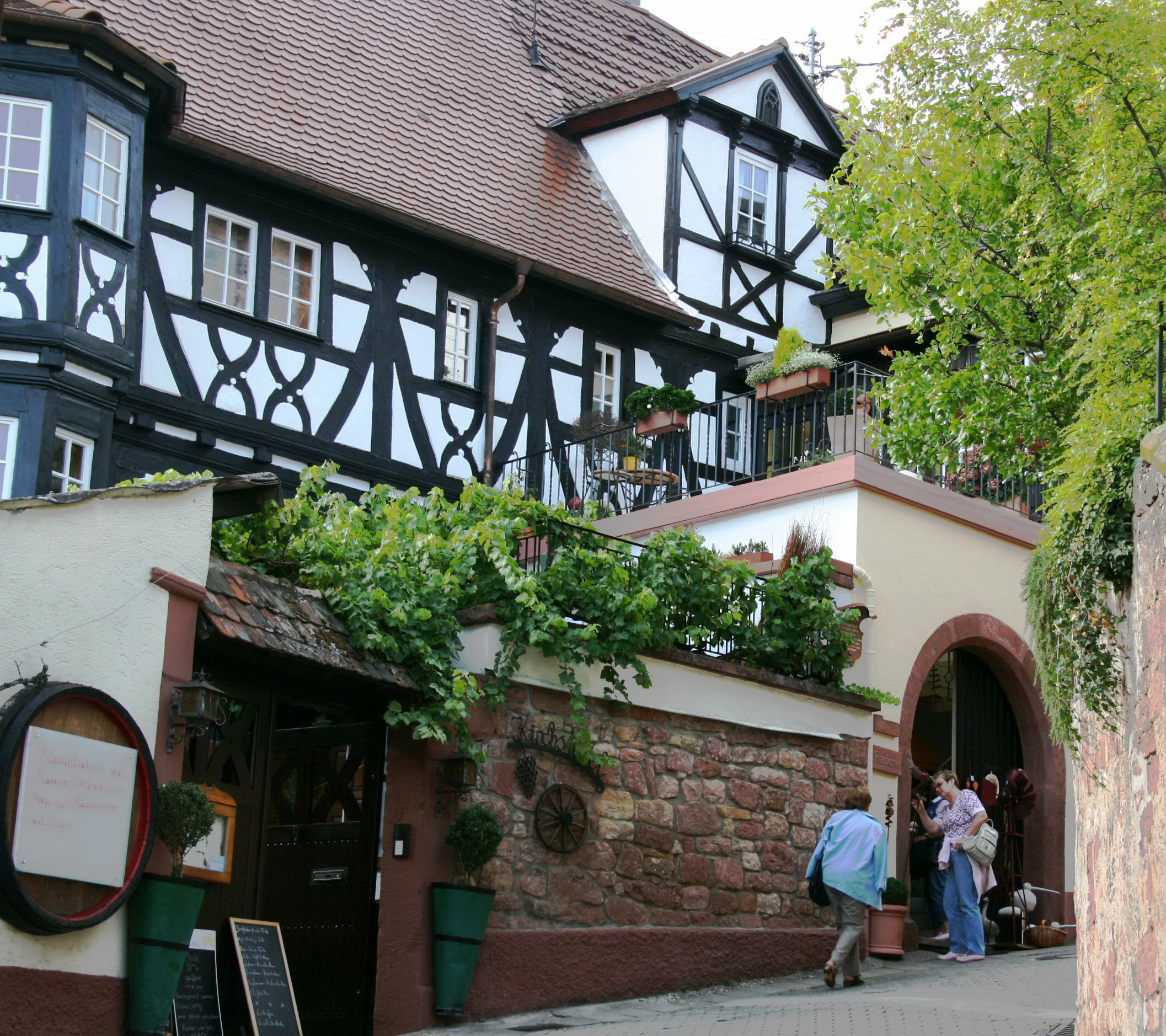
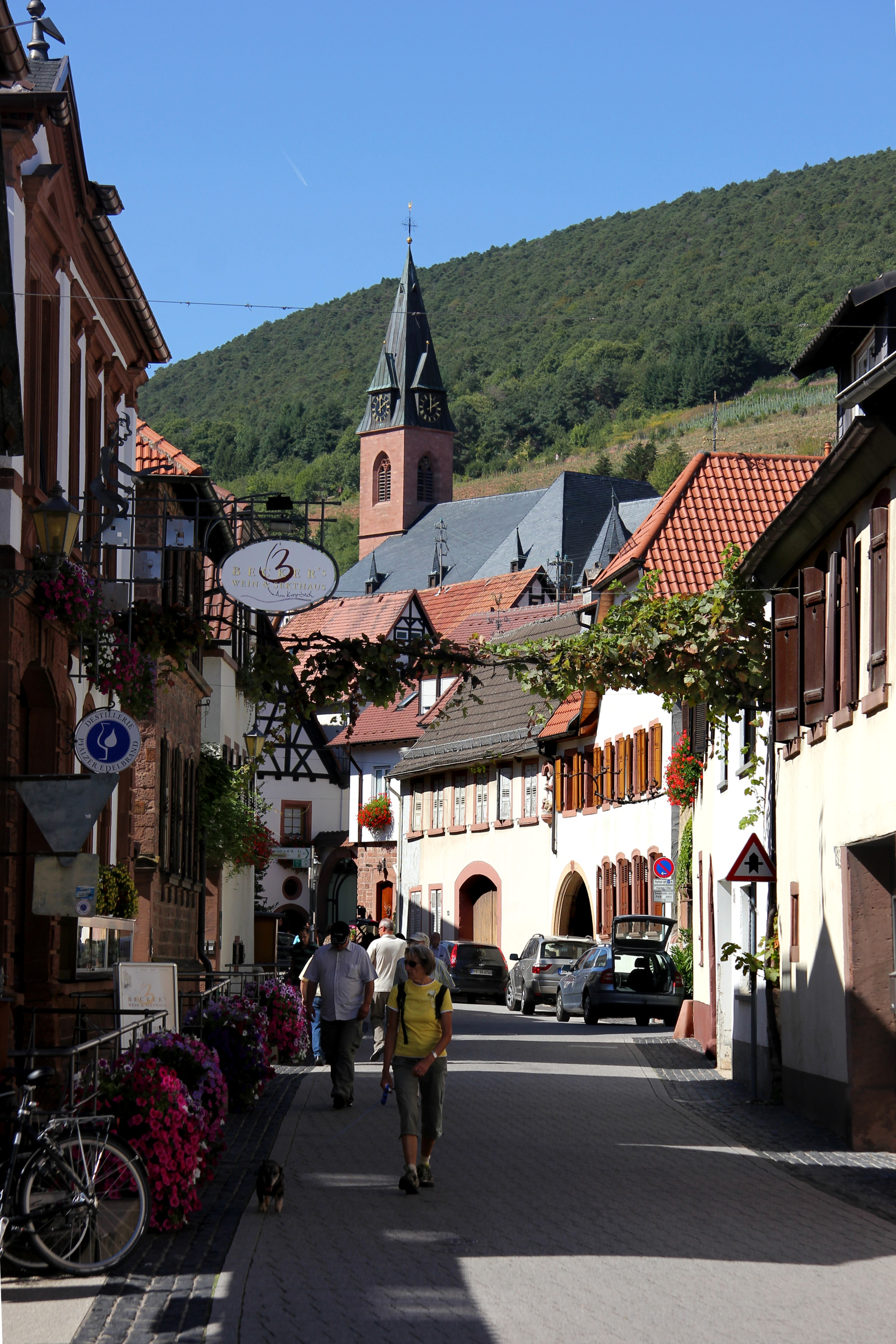
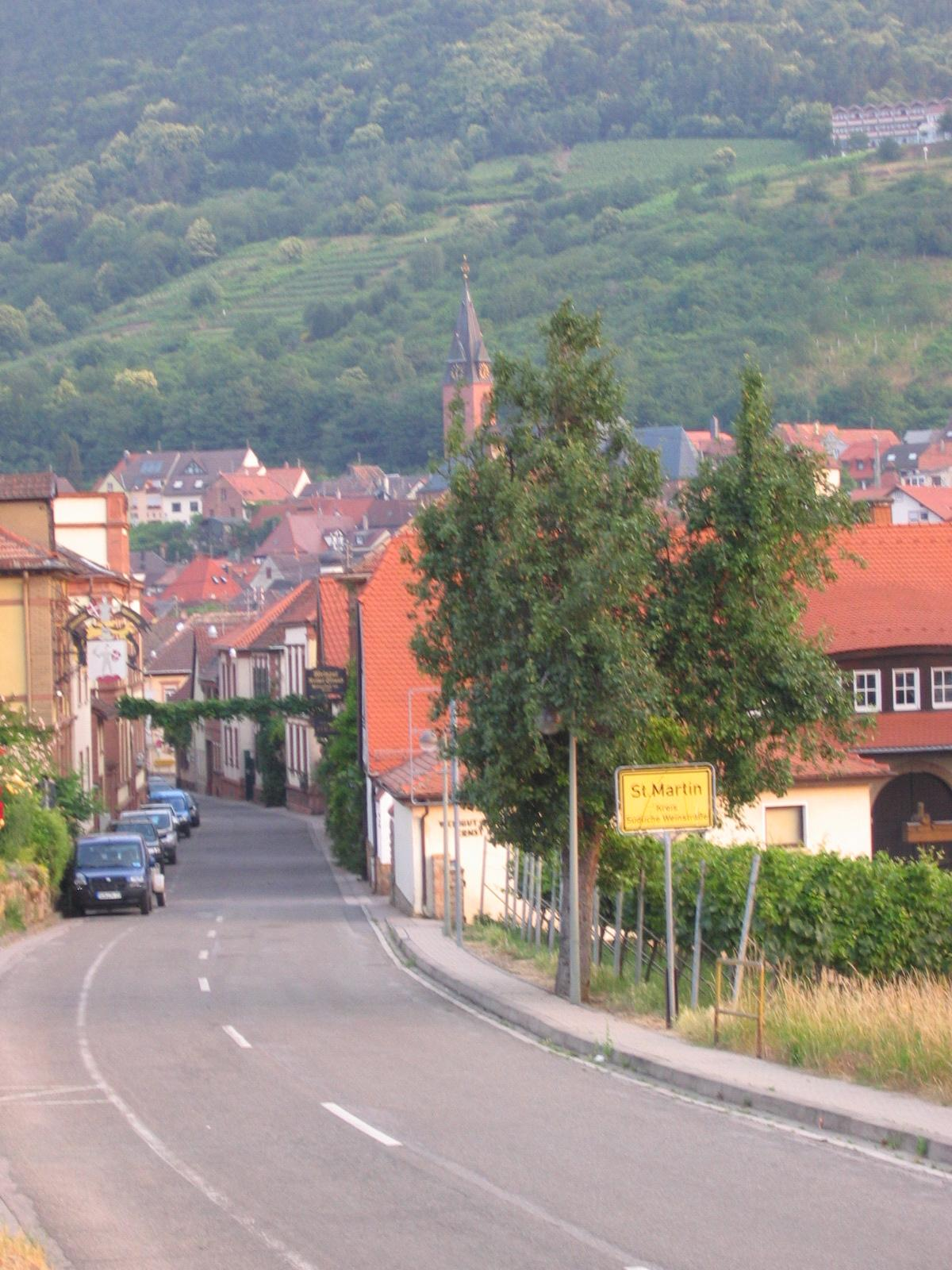